# Phare de Debundscha
Le phare de Debundscha, encore appelé Cap Nachtigal lighthouse, est un monument historique situé dans la ville côtière Debundscha au Cameroun et ouvert sur l'océan Atlantique.

## Histoire
Construit en 1904 par les Allemands, il a été un haut lieu d’exportation des denrées de l’exploitation coloniale. Le phare constitue un repère pour les marins et navigateurs qui abordent la côte montagneuse près du Mont Cameroun.
Le phare dans sa version actuelle est différent de sa version originale.

## Géographie
Le phare de Debundscha, se trouve dans le sud-ouest du Cameroun. Il est accessible depuis la plage, il est en forme de tour cylindrique en béton enrobé de cylindre métallique, surmonté d’une lanterne en tôle peinte en rouge en hauteur.  Au sommet se trouve une plateforme sur une base métallique qui permet une observation panoramique de la mer et des reliefs densément boisés alentour. L'intérêt du lieu est à vue sur la mer et la plage. Le feu d’entrée du port est visible de la mer.
Sur la base se trouve des vestiges de constructions coloniales et plus récentes.